# IT'S TOO LATE (THE BAWDIESの曲)
「IT'S TOO LATE」（イッツ・トゥー・レイト）は、日本のロックバンド・THE BAWDIESの通算2枚目のシングル。

## 解説
- メジャーデビュー後初のシングル。シングル作品としては2年8か月ぶり。
- アナログ盤も同時発売で、CDとは収録曲が異なる。
- カップリングには、2009年7月11日に行われたライブの模様をMCも含めて収録している。そのためアルバム並みの収録時間となっており、現時点でTHE BAWDIESの作品の中で最も収録時間が長い作品となっている。
- 完全生産限定盤。当初は1万枚限定、シリアルナンバー入り（刻印はメンバーによるもの）で発売の予定だったが、発売後に早々と完売し、問い合わせが殺到したため急遽数量限定でアンコールプレスが行われた。ちなみにアンコールプレス盤にはシリアルナンバーは入っていない。帯にも違いが見られる。

## 収録曲

### CD
1. IT'S TOO LATE (3:02)
（作詞・作曲：渡辺亮）
2. LIVE AT QUATTRO 090711 (35:59)
曲目は以下のとおり。
  1. NOBODY KNOWS MY SORROW
  2. YOU GOTTA DANCE
  3. SO LONG SO LONG
  4. BABY SUE
  5. PRETTY VACANT
  6. I'M IN LOVE WITH YOU
  7. EMOTION POTION
  8. I BEG YOU
  9. WHAT'D I SAY

### アナログ盤
1. IT'S TOO LATE
2. YOU GOTTA DANCE
メジャー1stアルバム『THIS IS MY STORY』収録曲。

## カバー
- go!go!vanillas - 2016年発売のTHE BAWDIESとのスプリットシングル「Rockin' Zombies」の期間限定生産盤に、表題曲「IT'S TOO LATE」を日本語でカバーした楽曲「イッツ・トゥー・レイト」が収録されている[1]。